# Galium tinctorium
Galium tinctorium är en måreväxtart som beskrevs av Carl von Linné. Galium tinctorium ingår i släktet måror, och familjen måreväxter.

## Underarter
Arten delas in i följande underarter:
- G. t. floridanum
- G. t. tinctorium